# Tjelvars grav
Tjelvars grav er en velbevaret skibssætning i Gotland. Den omtrent 18 meter lange og op til fem meter brede skibssætning er beliggende i en lille skovlysning i Gothems Sogn cirka 10 km syd for Slite ved Gotlands østkyst. Den består af 55 enkelte sten, som danner skibets ræling. Den er fyldt med yderlige sten, som danner et dæk. Da graven blev restaureret i 1938, blev der fundet en lille kiste af stenplader, der indeholdt brændte knogler og potteskår.
Tjelvars grav er rejst i den sene bronzealder og har fået navnet efter den mytologiske figur Tjelvar fra Gutersagaen. Lidt syd for Tjelvars grav ligger gravrøsen Majsterrojr.